# Формула-1 — Гран-прі Бахрейну 2007
Гран-прі Бахрейну 2007 року — третій етап чемпіонату світу з автоперегонів у класі Формула-1, відбувся з 13 по 15 квітня 2007 року на трасі Сакхір в Сакхірі (Бахрейн). Перемогу на цих перегонах святкував бразилієць Феліпе Масса з команди «Феррарі». Масса повністю домінував протягом вікенду і став володарем хет-трику: виграв перегони, здобув поул-позишн та виграв спір серед пілотів за найшвидше коло.

## Перед гран-прі
Головним питанням перед гран-прі, що турбувало багатьох, було: чи зможе Хемілтон продовжити свою неймовірну серію з двох подіумів поспіль і чи зможе здобути свою першу перемогу у Формулі-1. Два подіуми у двох перших гран-прі до Хемілтона вигравав тільки Петер Арунделл, але більше не зміг продовжити цю серію.
У чемпіонаті пілотів після перемоги на останньому етапі лідирував Фернандо Алонсо (18 очок), на другому місці йшов переможець першого гран-прі Кімі Ряйкконен (16 очок), на третьому місці розташувався новачок чемпіонату світу Хемілтон (14), Нік Хайдфельд (10) йшов четвертим, а п'яте місце ділили Феліпе Масса та Джанкарло Фізікелла з доробком у 7 очок. 
У Кубку конструкторів після дублю на гран-прі Малайзії на першому місці закріпився «Макларен» (32 очка), «Феррарі» йшов другим, відстаючи на 9 очок.

## П'ятнична практика
Температура повітря +33°С, сухий вітер.
На першій вільній практиці домінували боліди «Феррарі», перший час був у Ряйкконена, другий — у Масси, боліди «Макларену» йшли далі (Хемілтон, Алонсо). 
Великих помилок пілоти не робили, але зустрічались численні помарки. У сьомому повороті вилетів Александр Вюрц, це й же "трюк" повторив Масса.
Температура повітря +35°С, траси 49°С
Другу сесію знову виграв Ряйкконен, другим був Хемілтон з відставанням у 0,2 секунди. 
Двигун Дженсон Баттона згорів, що призвело до виливання масла на трек і розвороту боліда Масси.

## Кваліфікація
Масса завоював п'ятий у кар'єрі і другий у сезоні поул-позишн.
У першій сесії зазнали невдачі пілоти «Торо Россо» та «Спайкеру», до них приєдналися Такума Сато на «Супер Агурі» та Девід Култхард на «Ред Буллі». Але невдачу шотландця можна пояснити проблемами з коробкою передач, на якій випало відразу декілька передач.
У другій сесії гарні результати показали Труллі, Веббер та Росберг, що змогли пройти у третю сесію. Невдачі зазнав Ковалайнен, що не зміг пройти у третю сесію на другому гран-прі поспіль, а його напарник Фізікелла балансуючи на краю десятки все ж зміг пройти у третю сесію.
Боротьба за поул у третій сесії розгорнулася між Массою та Хемілтоном. Після перших швидких кіл Масса випереджав Хемілтона лише на 0,028, але на наступному колі був уже значно швидшим. Третім став Ряйкконен, зовсім ненабагато випередивши Алонсо. Третій ряд стартового поля зайняли пілоти «Зауберу».

## Перегони
Після старту в лідируючій групі відбулася тільки одна зміна: Алонсо обігнав Ряйкконена у четвертому повороті. У п'ятому повороті зіштовхнулися Баттон і Спід, після чого жоден з них не зміг продовжити перегони. На трасі з'явився автомобіль безпеки. Після трьох кіл перегони було поновлено. Хемілтон йшов відразу за Массою, а Алонсо почав потроху відставати, зосередившись на боротьбі з Ряйкконеном.
На 19-му колі першим з лідерів до боксів заїхав Хемілтон. Масса поїхав на піт-стоп через два кола. Алонсо заїхав на піт-лен на 22-му колі, а Ряйкконен з Хайдфельдом - на 23-му. Після першої хвилі піт-стопів відрив Масси від Хемілтона зріс до 4 с, а Ряйкконен зміг обігнати Алонсо і відірвався від нього на 5 с. Алонсо ж почав відчувати помітні атаки Хайдфельда.
Другу частину перегонів пілоти «Макларену» провели вкрай погано. Хемілтон відстав від Масси, Ряйкконен же почав наздоганяти британця. Алонсо ж не тільки відпустив фіна, але й пропустив поперед себе Хайдфельда. На другий піт-стоп пілоти «Феррарі» відправилися раніше за пілотів «Макларену», але ні до яких перестановок у рядах лідерів це не призвело. 
Стало помітно, що у третій частині боліди «Макларену» виглядали впевненіше на жорсткішій гумі: Хемілтон наздогнав Массу, а Алонсо — Хайдфельда. Але жодного обгону серед лідерів так і не відбулося.

## Після Гран-прі

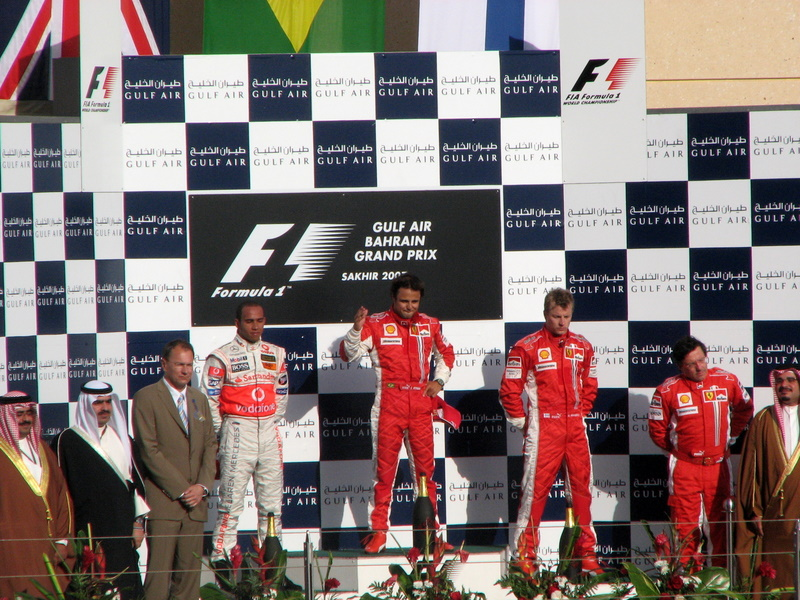
Церемонія нагородження (зліва на право: Льюїс Хемілтон, Феліпе Масса, Кімі Ряйкконен і Люка Бальдіссері).

Масса здобув третю перемогу у кар'єрі, а Хемілтон встановив-таки новий рекорд для новачків — три подіуми поспіль на перших гран-прі, але ніщо не заважає йому перевищити і це досягнення на наступних етапах.  
У таблиці чемпіонату відразу три пілота опинилося нагорі з однаковим результатом (22 очки): Алонсо, Ряйкконен та Хемілтон. Масса завдяки перемозі зміг значно покращити своє становище і відстає від лідерів тільки на 5 очок. Хайдфельд, посівши втретє поспіль четверте місце, йде п'ятим з 15-ма очками.
У Кубку конструкторів відрив «Макларена» від «Феррарі» скоротився до 5 очок (44 і 39 відповідно). Значно відставши, з 18-ма очками третім йде «Заубер».
Третій поспіль подіум Хемілтона надихнув його на боротьбу за чемпіонство, про що він сказав по закінченню гран-прі. Алонсо нарікав на погане зчеплення з трасою і поганий баланс боліду. Рон Деніс, шеф команди «Макларен», завважив, що перегони було програно в середній частині через погану гуму, але при цьому був вдоволений виступом Хемілтона.

## Цікаві факти
- Перший хет-трик Масси;
- 100 поул для гуми Bridgestone;
- Фернандо Алонсо набрав більше 400 очок (403);
- Льюїс Хемілтон встановив рекорд для новачків — третій подіум поспіль на перших трьох гран-прі у кар'єрі.

## Класифікація

### Кваліфікація
|    | Пілот               | Команда            | 1 частина | 2 частина | 3 частина |
| -- | ------------------- | ------------------ | --------- | --------- | --------- |
| 1  | Феліпе Масса        | Феррарі            | 1:32.443  | 1:31.359  | 1:32.652  |
| 2  | Льюїс Хемілтон      | Макларен-Мерседес  | 1:32.580  | 1:31.732  | 1:32.935  |
| 3  | Кімі Ряйкконен      | Феррарі            | 1:33.161  | 1:31.812  | 1:33.131  |
| 4  | Фернандо Алонсо     | Макларен-Мерседес  | 1:33.049  | 1:32.214  | 1:33.192  |
| 5  | Нік Хайдфельд       | Заубер-БМВ         | 1:33.164  | 1:32.154  | 1:33.404  |
| 6  | Роберт Кубіца       | Заубер-БМВ         | 1:33.348  | 1:32.292  | 1:33.710  |
| 7  | Джанкарло Фізікелла | Рено               | 1:33.556  | 1:32.889  | 1:34.056  |
| 8  | Марк Веббер         | Ред Булл-Рено      | 1:33.496  | 1:32.808  | 1:34.106  |
| 9  | Ярно Труллі         | Тойота             | 1:33.218  | 1:32.429  | 1:34.154  |
| 10 | Ніко Росберг        | Вільямс-Тойота     | 1:33.349  | 1:32.815  | 1:34.399  |
| 11 | Александр Вюрц      | Вільямс-Тойота     | 1:33.759  | 1:32.915  |           |
| 12 | Хейкі Ковалайнен    | Рено               | 1:33.467  | 1:32.935  |           |
| 13 | Ентоні Девідсон     | Супер Агурі-Хонда  | 1:33.299  | 1:33.082  |           |
| 14 | Ральф Шумахер       | Тойота             | 1:33.923  | 1:33.294  |           |
| 15 | Рубенс Барікелло    | Хонда              | 1:33.776  | 1:33.624  |           |
| 16 | Дженсон Баттон      | Хонда              | 1:33.967  | 1:33.731  |           |
| 17 | Такума Сато         | Супер Агурі-Хонда  | 1:33.984  |           |           |
| 18 | Вітантоніо Ліуцці   | Торо Россо-Феррарі | 1:34.024  |           |           |
| 19 | Скотт Спід          | Торо Россо-Феррарі | 1:34.333  |           |           |
| 20 | Адріан Сутіл        | Спайкер-Феррарі    | 1:35.280  |           |           |
| 21 | Девід Култхард      | Ред Булл-Рено      | 1:35.341  |           |           |
| 22 | Крістіан Альберс    | Спайкер-Феррарі    | 1:35.533  |           |           |

### Перегони
|      | Пілот               | Команда            | Кіл | Час             | Старт | Очок |
| ---- | ------------------- | ------------------ | --- | --------------- | ----- | ---- |
| 1    | Феліпе Масса        | Феррарі            | 57  | 1:33:27.515     | 1     | 10   |
| 2    | Льюїс Хемілтон      | Макларен-Мерседес  | 57  | +2.3            | 2     | 8    |
| 3    | Кімі Ряйкконен      | Феррарі            | 57  | +10.8           | 3     | 6    |
| 4    | Нік Хайдфельд       | Заубер-БМВ         | 57  | +13.8           | 5     | 5    |
| 5    | Фернандо Алонсо     | Макларен-Мерседес  | 57  | +14.4           | 4     | 4    |
| 6    | Роберт Кубіца       | Заубер-БМВ         | 57  | +45.5           | 6     | 3    |
| 7    | Ярно Труллі         | Тойота             | 57  | +81.3           | 9     | 2    |
| 8    | Джанкарло Фізікелла | Рено               | 57  | +81.7           | 7     | 1    |
| 9    | Хейкі Ковалайнен    | Рено               | 57  | +89.4           | 12    |      |
| 10   | Ніко Росберг        | Вільямс-Тойота     | 57  | +89.9           | 10    |      |
| 11   | Александр Вюрц      | Вільямс-Тойота     | 56  | +1 коло         | 11    |      |
| 12   | Ральф Шумахер       | Тойота             | 56  | +1 коло         | 14    |      |
| 13   | Рубенс Барікелло    | Хонда              | 56  | +1 коло         | 15    |      |
| 14   | Крістіан Альберс    | Спайкер-Феррарі    | 55  | +2 кола         | 22    |      |
| 15   | Адріан Сутіл        | Спайкер-Феррарі    | 53  | +4 кола         | 20    |      |
| 16   | Ентоні Девідсон     | Супер Агурі-Хонда  | 51  | +6 кіл/двигун   | 13    |      |
| схід | Марк Веббер         | Ред Булл-Рено      | 41  | коробка передач | 8     |      |
| схід | Девід Култхард      | Ред Булл-Рено      | 36  | карданний вал   | 21    |      |
| схід | Такума Сато         | Супер Агурі-Хонда  | 34  | двигун          | 17    |      |
| схід | Вітантоніо Ліуцці   | Торо Россо-Феррарі | 26  | гідравліка      | 18    |      |
| схід | Дженсон Баттон      | Хонда              | 0   | аварія          | 16    |      |
| схід | Скотт Спід          | Торо Россо-Феррарі | 0   | аварія          | 19    |      |

Найшвидше коло: Феліпе Масса — 1:34.067
Кола лідирування: Феліпе Масса — 51 (1-21, 24-40, 45-57); Льюїс Хемілтон — 4 (41-44); Кімі Ряйкконен — 2 (22-23).